# Kaplonosy-Kolonia
Kaplonosy-Kolonia – kolonia w Polsce położona w województwie lubelskim, w powiecie włodawskim, w gminie Wyryki. Leży przy drodze 812,
| SIMC    | Nazwa     | Rodzaj  |
| ------- | --------- | ------- |
| 0110800 | Siedliska | kolonia |

W latach 1975–1998 miejscowość administracyjnie należała do województwa chełmskiego.
Kolonia jest sołectwem w gminie Wyryki. Według Narodowego Spisu Powszechnego z roku 2011 kolonia liczyła 111 mieszkańców.